# Laïka (chien)
Cet article concerne la race de chien. Pour la chienne du programme spatial soviétique, voir Laïka.
Pour les articles homonymes, voir Laïka (homonymie).

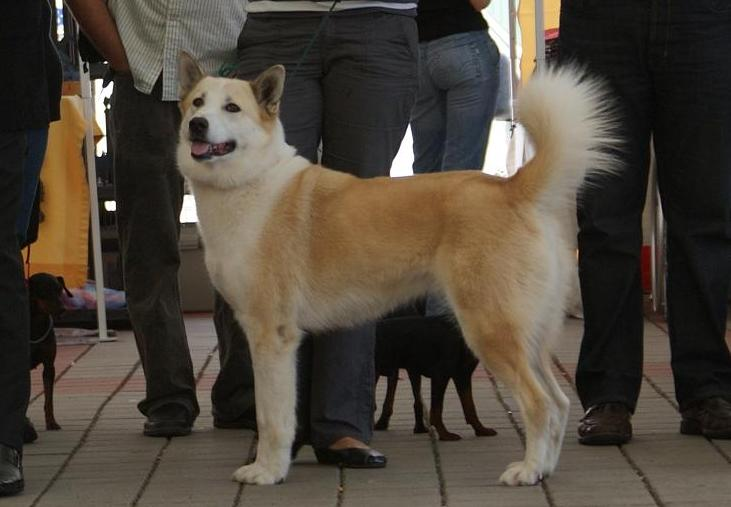
Laïka de Sibérie orientale.

Les laïkas sont des chiens de travail russes. Laïka est le mot russe pour « aboyeur ». Le nom de la race ainsi signifie simplement « chien qui aboie » en russe, se référant au fait que les laïkas sont des chiens élevés sélectivement pour leurs capacités à aboyer. Ces chiens de chasses des régions boisées de la Sibérie étaient polyvalents, et furent également utilisés au trait. Ils sont du type spitz
Quatre races de laïkas sont reconnues par la fédération cynologique internationale : le laïka de Sibérie occidentale, le laïka de Sibérie orientale, le laïka russo-européen et le laïka de Iakoutie. Il faut mentionner également  le laïka carélo-finnois, jumeau du chien d'ours de Carélie et le laïka nenets.

## Physique
Ce sont des chiens de type spitz, à l'allure proche du loup : oreilles triangulaires et dressées, queue enroulée ou en faucille sur le dos ou le côté, corps robuste. Selon le sexe, la race et la lignée, leur taille oscille autour de 50 à 65 cm. Ils ont tous un manteau résistant aux intempéries avec sous-poil laineux, un cou très fort et musclé et une queue aux poils longs qui est portée enroulée sur le dos quand le chien travaille. 

## Caractère
Toutes les races de laïkas sont très affectueuses et fidèles à leur propriétaire, au point parfois d'être possessives. Ainsi, ils se méfient des étrangers et peuvent être bruyants, ce qui les rend particulièrement inadaptés à la vie en appartement. Plutôt adéquats à une vie dans la campagne, ils sont très résistants et peuvent survivre dans les pires conditions, même lorsqu'il leur est administré un entretien minimal. Ils ont un fort instinct de chasse, donc à surveiller en promenade et dans le jardin, car ce sont parfois des chiens fugueurs. Très vifs, ils savent néanmoins se faire discrets et attentifs. Ces chiens ne sont pas conseillés à des personnes n'ayant pas ou peu d'expérience avec les chiens, car bien qu'ils soient intelligents, ils sont très peu dociles.[réf. nécessaire]

## Utilisation

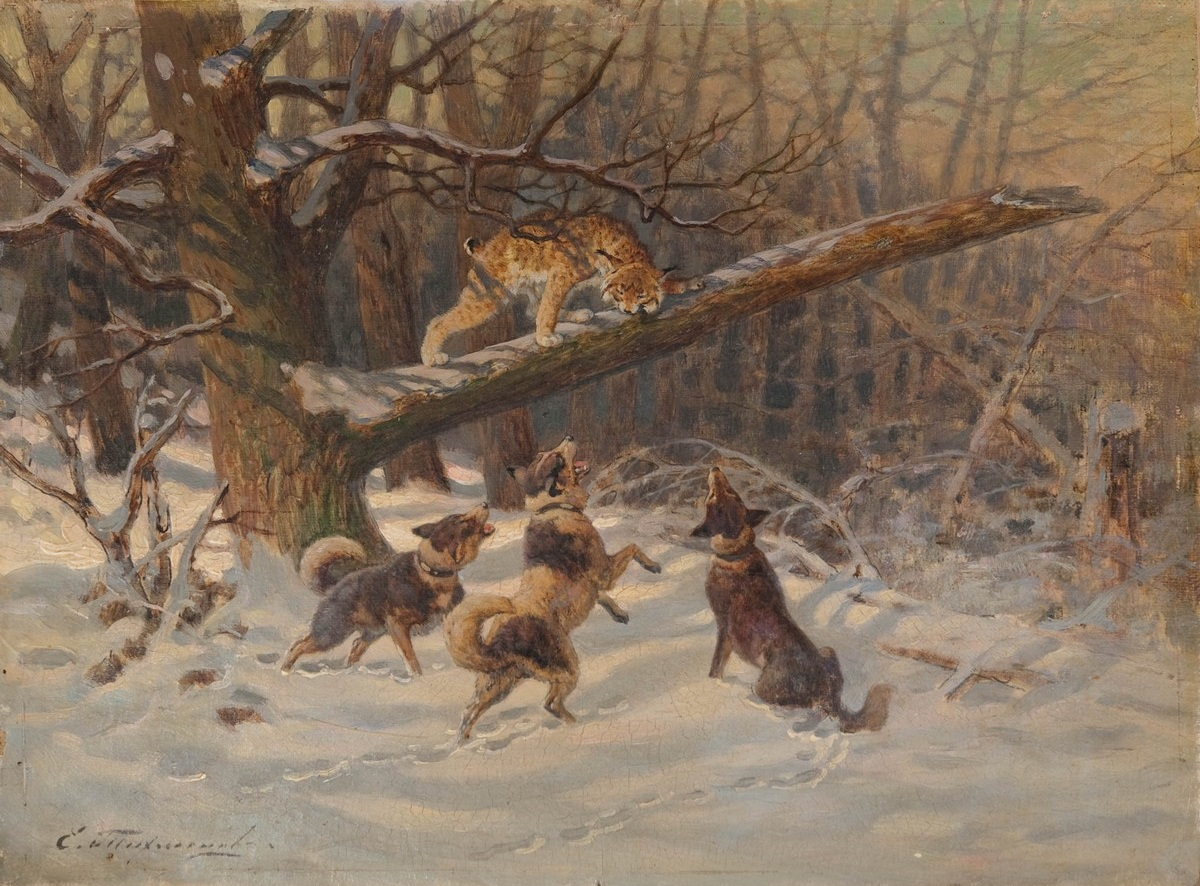
Des laïkas acculent un lynx.

Ce sont des chiens de chasse à l'ours, à l’élan et aux oiseaux forestiers. Ils sont aussi parfois utilisés pour tirer des traîneaux.

## Races de type laïka
Les 5 races ont été distinguées selon leurs origines géographiques, chaque sélection ayant abouti à des variations, surtout en taille et en couleur. Seules trois d’entre elles sont reconnues par la FCI : le laïka de Sibérie occidentale, le laïka de Sibérie orientale et le laïka russo-européen. Le laïka carélo-finnois et le laika nenets n'est pas reconnu par la FCI.

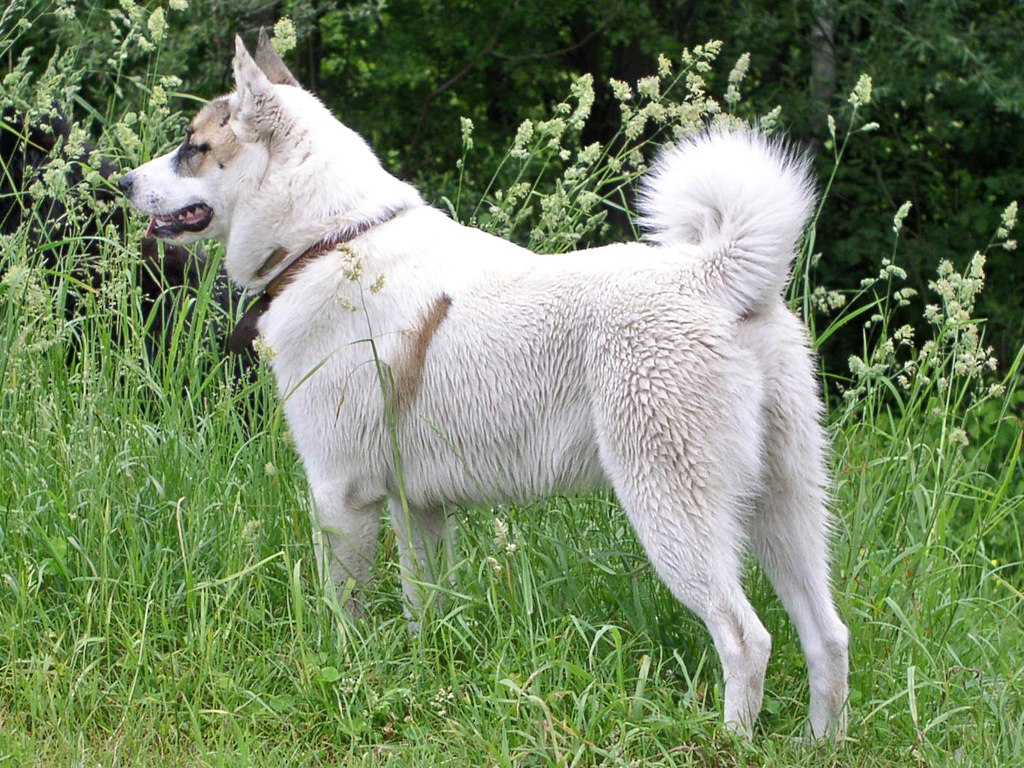
Laïka de Sibérie occidentale
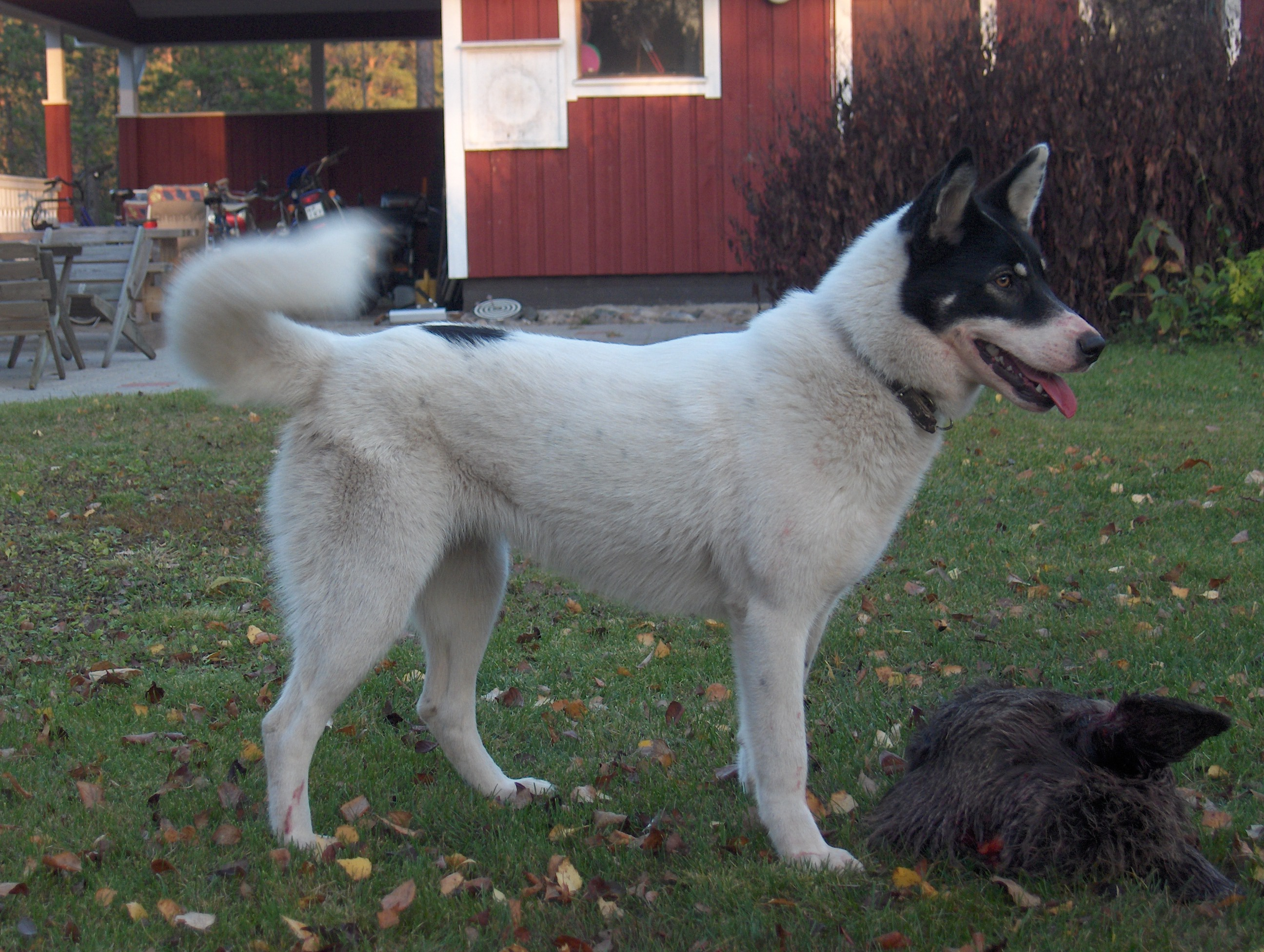
Laïka de Sibérie orientale
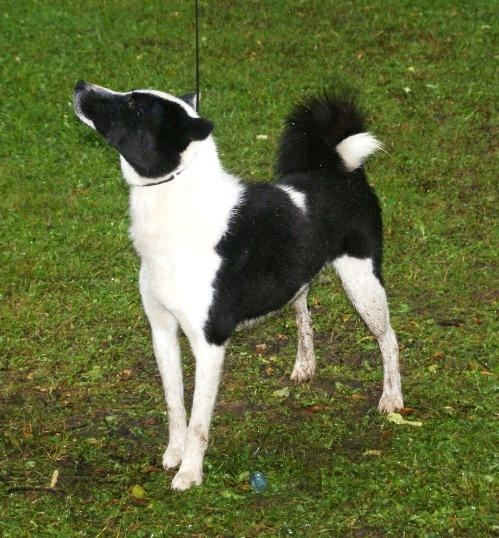
Laïka russo-européen
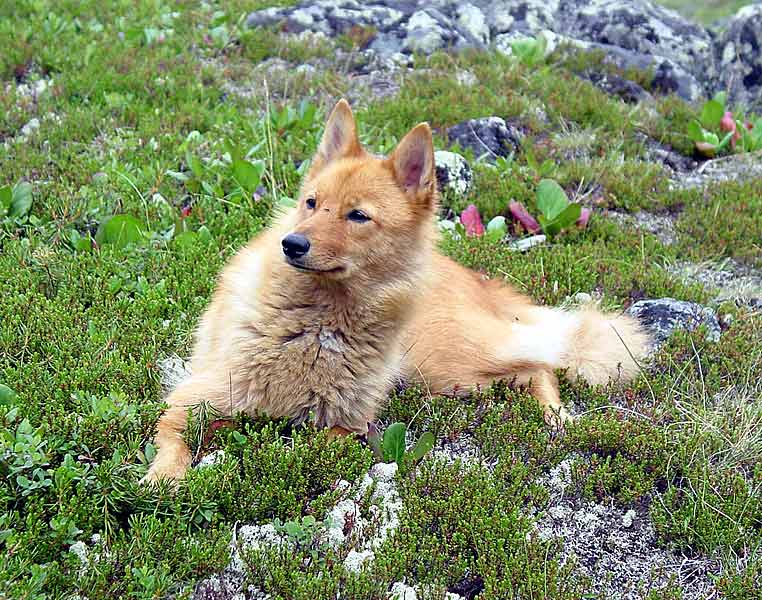
Laïka carélo-finnois